# Olympiska sommarspelen 1904
Olympiska sommarspelen 1904 var de tredje moderna olympiska spelen och hölls i Saint Louis i USA. Arrangemangen gavs till USA som erkännande för deras entusiastiska deltagande i de två första spelen. Ursprungligen skulle de hållas i Chicago, men flyttades till Saint Louis för att de skulle kunna samordnas med en stor världsutställning, vilket gjorde att spelen kom helt i skymundan och är de sämst organiserade av samtliga sommarspel. I endast hälften av grenarna fanns det deltagare från länder utanför USA. Inte ens IOK:s ordförande Pierre de Coubertin tog sig till dessa spel. Spelen är de enda i vilka Sverige ej varit representerat.

## Händelser
- Första gången då guld, silver och brons delats ut till de tre första i varje gren.
- De första svarta OS-medaljörerna blev George Poage, USA, brons på 400 m, häck och Joseph Stadler, silver i höjdhopp utan ansats.
- Maratonlöparna Len Taw och Jan Mashiani från Sydafrika var de första afrikanerna att deltaga i ett OS. De var de enda svarta idrottsmän som representerat Sydafrika till 1992.
- Den amerikanske gymnasten George Eyser tog tre guld, två silver och ett brons. Detta skedde trots att han hade träben på vänster ben som resultat efter en järnvägsolycka.
- Amerikanen Fred Lorz, först i mål i maratonloppet, diskvalificerades när det visade sig att han åkt bil halva loppet. Segrare blev istället landsmannen Thomas Hicks. Med dagens regler hade även Hicks diskvalificerats, eftersom han fått både brandy och stryknin under loppet, men det fanns inga dopningsregler på den tiden.
- Jan Mashiani (se ovan) blev nia i maratonloppet, trots att han jagades av vilda hundar och var tvungen att gömma sig i ett skjul under flera minuter.
- En ovanlig gren var längddykning. Den gick ut på att deltagarna skulle dyka från stående så att de fick så mycket fart framåt som möjligt. I vattnet fick de sedan inte röra sig. Det gällde att komma så långt som möjligt innan huvudet kom ovanför vattenytan, eller maximalt 60 sekunder. Vinnaren William Dickey tog sig fram 19,05 m.

## Sporter
|                                                                                                |                                                                                                 |
| - Boxning - Brottning - Bågskytte - Cykling - Dragkamp - Fotboll - Friidrott - Fäktning - Golf | - Gymnastik - Lacrosse - Rodd - Roque - Simhopp - Simning - Tennis - Tyngdlyftning - Vattenpolo |

## Medaljfördelning
Värdnation (USA)
| Plac. | Land            | Guld | Silver | Brons | Totalt antal medaljer |
| ----- | --------------- | ---- | ------ | ----- | --------------------- |
| 1     | USA             | 78   | 82     | 79    | 239                   |
| 2     | Tyskland        | 4    | 4      | 5     | 13                    |
| 3     | Kuba            | 4    | 2      | 3     | 9                     |
| 4     | Kanada          | 4    | 1      | 1     | 6                     |
| 5     | Ungern          | 2    | 1      | 1     | 4                     |
| 6     | Kombinationslag | 1    | 1      | 0     | 2                     |
| 6     | Storbritannien  | 1    | 1      | 0     | 2                     |
| 8     | Grekland        | 1    | 0      | 1     | 2                     |
| 8     | Schweiz         | 1    | 0      | 1     | 2                     |
| 10    | Österrike       | 0    | 0      | 1     | 1                     |

## Deltagande nationer
Endast deltagare från tolv länder deltog vid spelen i Saint Louis 1904, vilket är det lägsta antalet deltagande länder vid något olympiskt spel. På grund av svårigheterna med att resa till Saint Louis och kriget mellan Ryssland och Japan som skapade oroligheter i Europa så deltog endast 55 deltagare från länder utanför Nordamerika. Detta är de enda olympiska sommarspel Sverige inte har deltagit i.
|                                                               |                                                                    |
| - Australien - Frankrike - Grekland - Kanada - Kuba - Schweiz | - Storbritannien - Sydafrika - Tyskland - Ungern - USA - Österrike |

### Omdiskuterade
Vissa källor anger att även följande tre länder deltog.
| - Italien - Norge - Newfoundland |